# Henriettea flavescens
Henriettea flavescens är en tvåhjärtbladig växtart som först beskrevs av Jean Baptiste Christophe Fusée Aublet, och fick sitt nu gällande namn av Henri Ernest Baillon. Henriettea flavescens ingår i släktet Henriettea och familjen Melastomataceae. Inga underarter finns listade i Catalogue of Life.